# Valmy
Pour les articles homonymes, voir Valmy.
Valmy est une commune française, située dans le département de la Marne en région Grand Est. C'est sur le territoire de cette commune qu'a eu lieu la célèbre bataille de Valmy le 20 septembre 1792.

## Géographie
| Somme-Bionne             | Hans                             | Dommartin-sous-Hans Maffrécourt |
| La Croix-en-Champagne    | Valmy                            | Braux-Sainte-Cohière            |
| Auve Saint-Mard-sur-Auve | La Chapelle-Felcourt, Gizaucourt | Dommartin-Dampierre             |

La commune de Valmy est située en bordure de la forêt d'Argonne aux confins est de la Champagne crayeuse. La commune comprend des collines dépassant les 150 m d'altitude. Sur l'une d'elles est bâtie l'église du village et sur une autre eût lieu la bataille de Valmy.

### Hydrographie
La commune est dans la région hydrographique « la Seine du confluent de l'Oise (inclus) à l'embouchure » au sein du bassin Seine-Normandie. Elle est drainée par le Fossé 01 de la commune de Chaudefontaine, le Fossé 01 de la commune de Valmy et divers bras de l'Auve,.

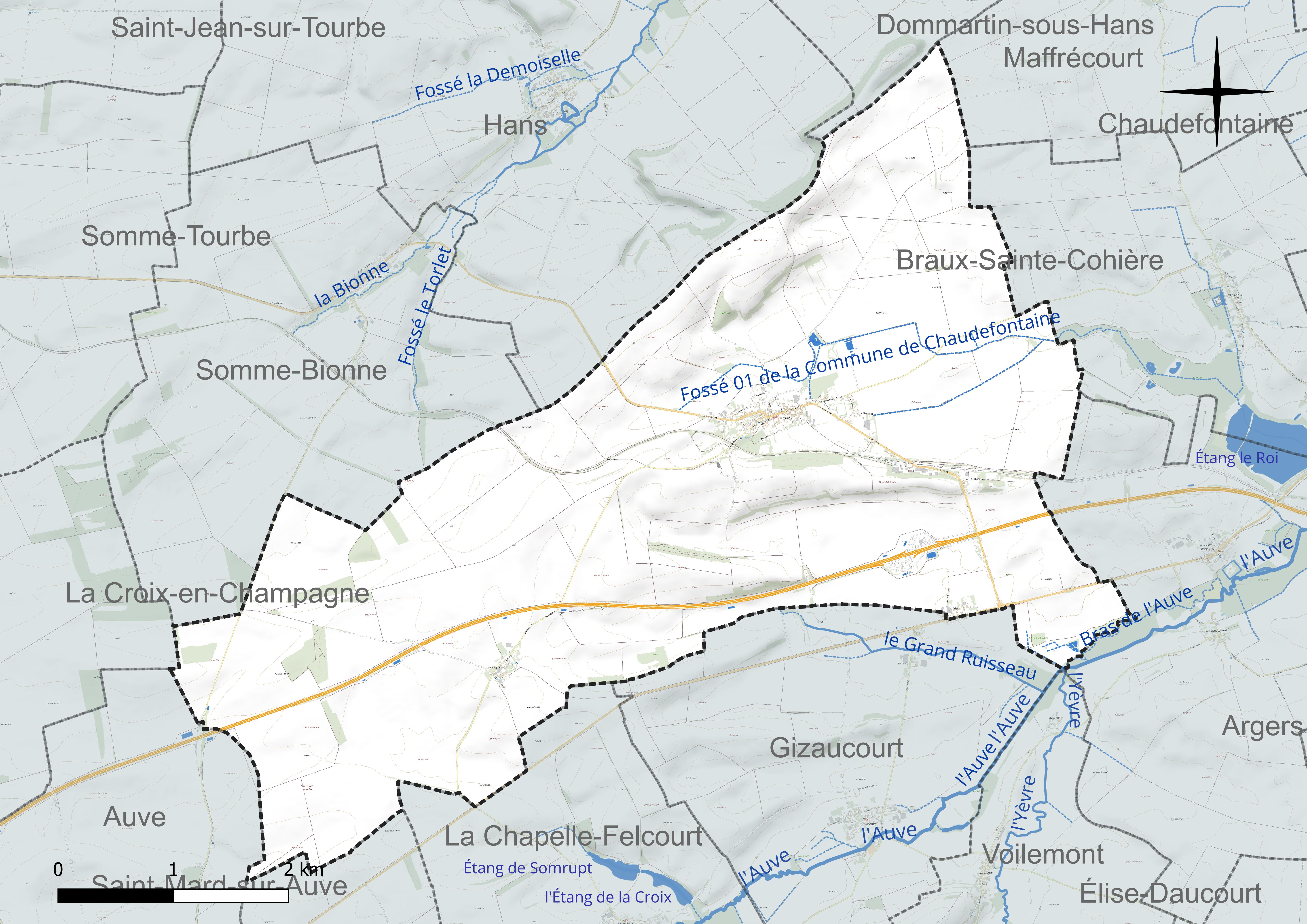
Réseau hydrographique de Valmy.

### Climat
Pour des articles plus généraux, voir Climat du Grand Est et Climat de la Marne.
En 2010, le climat de la commune est de type climat des marges montagnardes, selon une étude du Centre national de la recherche scientifique s'appuyant sur une série de données couvrant la période 1971-2000. En 2020, Météo-France publie une typologie des climats de la France métropolitaine dans laquelle la commune est exposée à un climat océanique altéré et est dans la région climatique  Nord-est du bassin Parisien, caractérisée par un ensoleillement médiocre, une pluviométrie moyenne régulièrement répartie au cours de l’année et un hiver froid (3 °C). 
Pour la période 1971-2000, la température annuelle moyenne est de 10,1 °C, avec une amplitude thermique annuelle de 15,8 °C. Le cumul annuel moyen de précipitations est de 836 mm, avec 12,7 jours de précipitations en janvier et 8,9 jours en juillet. Pour la période 1991-2020, la température moyenne annuelle observée sur la station météorologique de Météo-France la plus proche, « Argers », sur la commune d'Argers à 6 km à vol d'oiseau, est de 10,9 °C et le cumul annuel moyen de précipitations est de 739,4 mm. 
La température maximale relevée sur cette station est de 41,1 °C, atteinte le 25 juillet 2019 ; la température minimale est de −17,5 °C, atteinte le 20 décembre 2009,,. 
Les paramètres climatiques de la commune ont été estimés pour le milieu du siècle (2041-2070) selon différents scénarios d'émission de gaz à effet de serre à partir des nouvelles projections climatiques de référence DRIAS-2020. Ils sont consultables sur un site dédié publié par Météo-France en novembre 2022.

## Urbanisme

### Typologie
Au 1er janvier 2024, Valmy est catégorisée commune rurale à habitat dispersé, selon la nouvelle grille communale de densité à sept niveaux définie par l'Insee en 2022.
Elle est située hors unité urbaine. Par ailleurs la commune fait partie de l'aire d'attraction de Châlons-en-Champagne, dont elle est une commune de la couronne,. Cette aire, qui regroupe 97 communes, est catégorisée dans les aires de 50 000 à moins de 200 000 habitants,.

### Occupation des sols
L'occupation des sols de la commune, telle qu'elle ressort de la base de données européenne d’occupation biophysique des sols Corine Land Cover (CLC), est marquée par l'importance des territoires agricoles (96,7 % en 2018), une proportion sensiblement équivalente à celle de 1990 (96,1 %). La répartition détaillée en 2018 est la suivante : 
terres arables (95,1 %), zones urbanisées (2 %), zones agricoles hétérogènes (1,6 %), zones industrielles ou commerciales et réseaux de communication (1 %), forêts (0,3 %). L'évolution de l’occupation des sols de la commune et de ses infrastructures peut être observée sur les différentes représentations cartographiques du territoire : la carte de Cassini (XVIIIe siècle), la carte d'état-major (1820-1866) et les cartes ou photos aériennes de l'IGN pour la période actuelle (1950 à aujourd'hui).

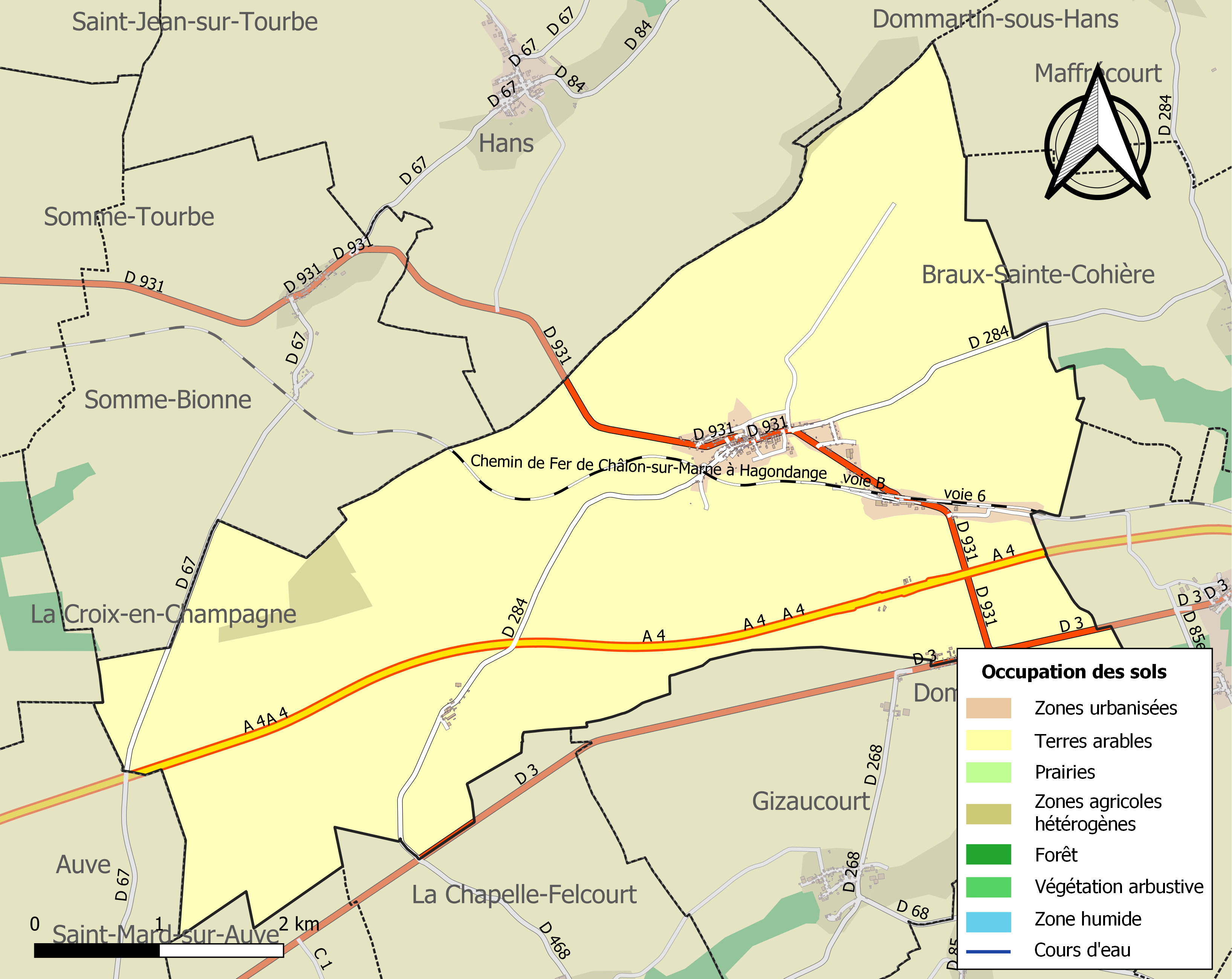
Carte des infrastructures et de l'occupation des sols de la commune en 2018 (CLC).

## Toponymie
Le nom de la localité est attesté sous les formes 	Villa Warismeia, Waresmeium, Walmeium, Walesmeium (1132) ; Richerus Walemensis (1138) ; Walesmeia, Valesmia (1154-1161) ; Walesmeis (1165) ; Walemees (vers 1200) ; Walemis (1200) ; Walemeys (1221) ; Walesmé, Wilermés, Walamés, Welemés, Valemés, Walemés (vers 1222) ; Wailemeis (1225) ; Walemeis (1230) ; Wallemeis (vers 1240) ; Walemez, Walemeix, Walemeyx, Walemays (vers 1252) ; Walesmés (1267) ; Walemain (vers 1274) ; Waylemés (vers 1300) ; Wallemeis (1366) ; Walemeiz (1367) ; Walemeix (1392) ; Wallemeix (1392) ; Wallemy (1397) ; Walmeyum (1405) ; Walmeiz (1468) ; Walemeys (1509) ; Walmey, Vualmeix, Vualmy (1512) ; Wallemey (1519) ; Wallemmé (1572) ; Walemy (1602).

## Histoire
Le 20 septembre 1792 à Valmy eut lieu la bataille de Valmy qui permit la proclamation de la République le lendemain.
Valmy est également le nom d'un des premiers groupes de résistants, fondé pendant l'été 1940 par Raymond Burgard et René Iché.

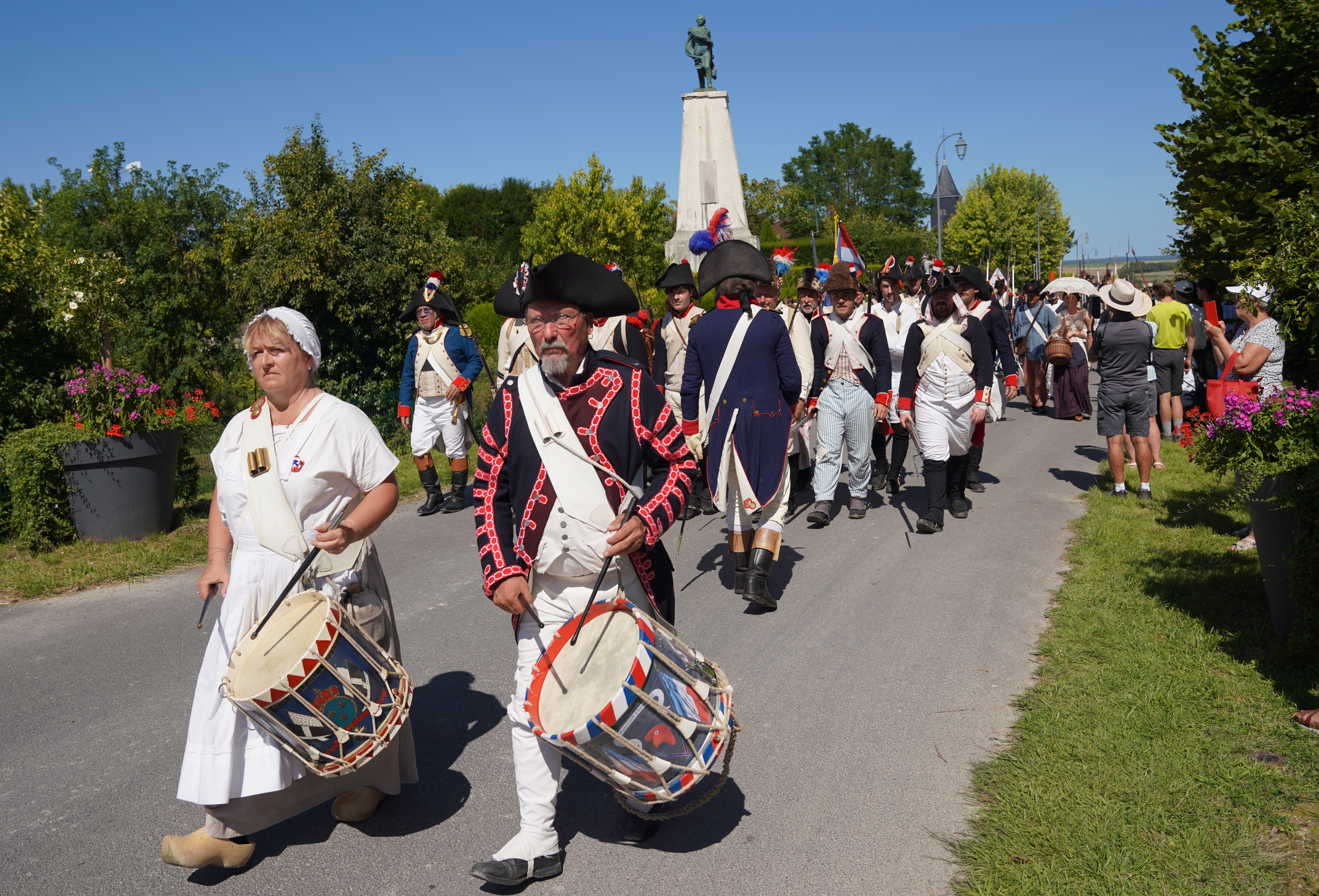
Commémoration
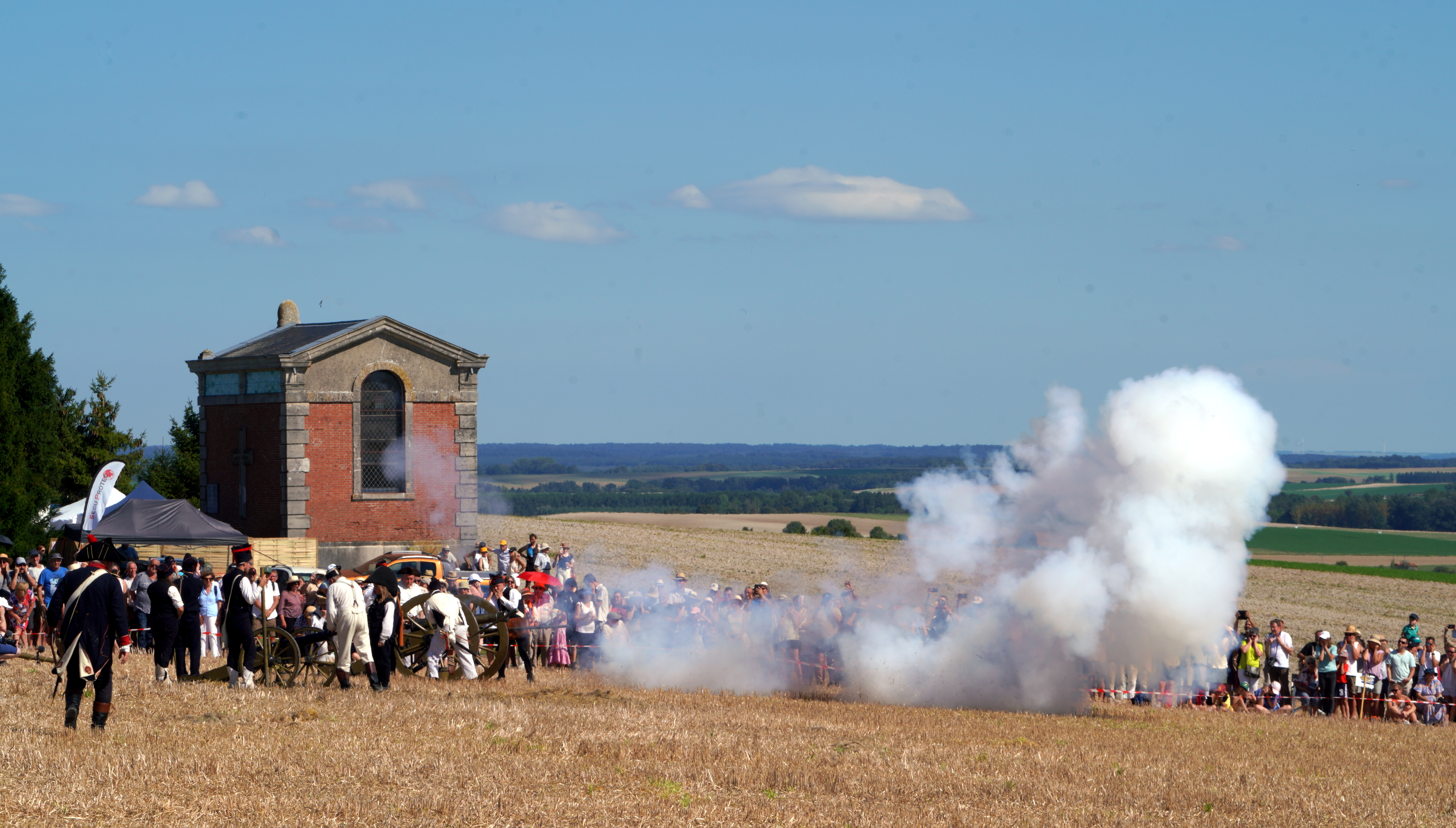
de la bataille
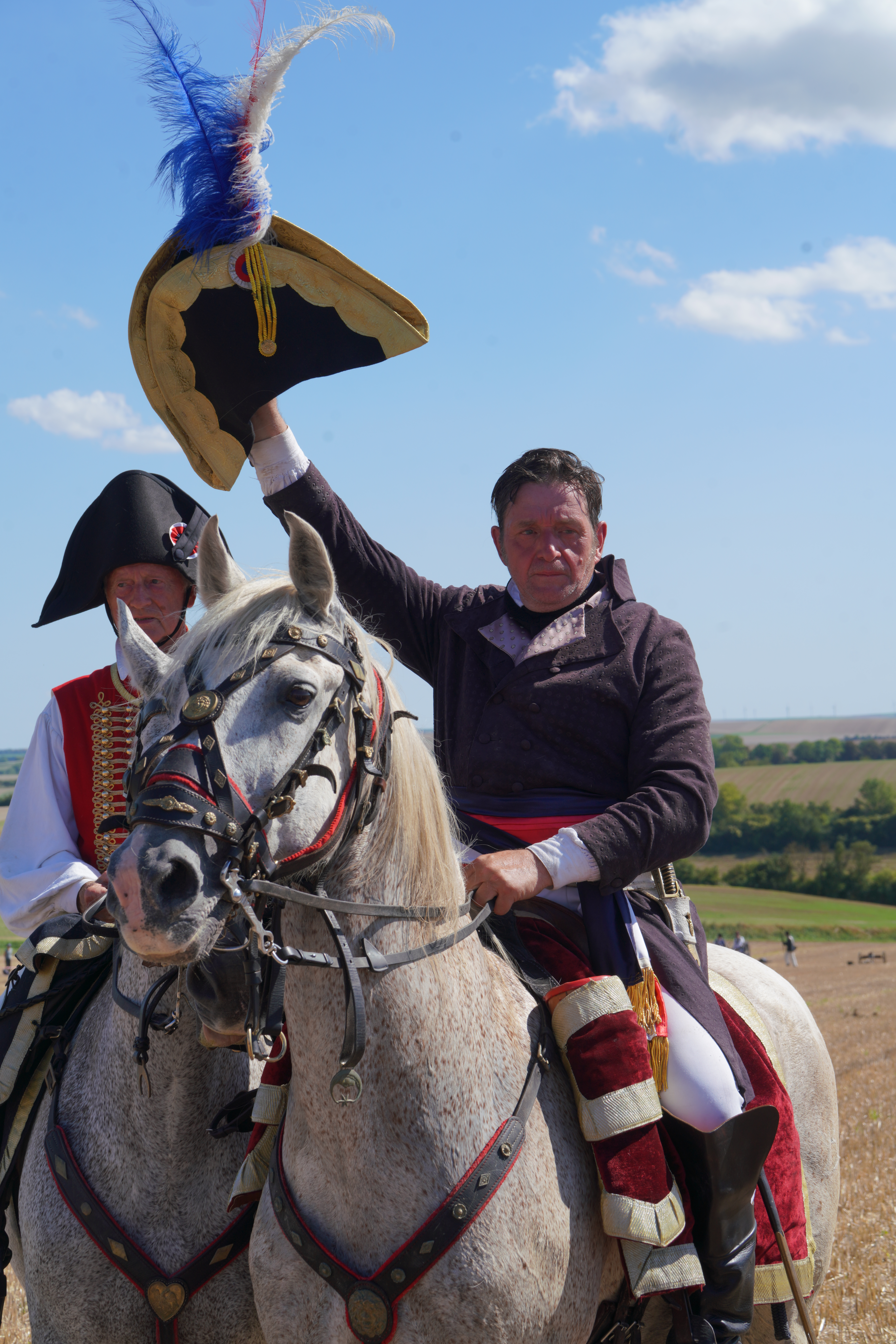
de Valmy
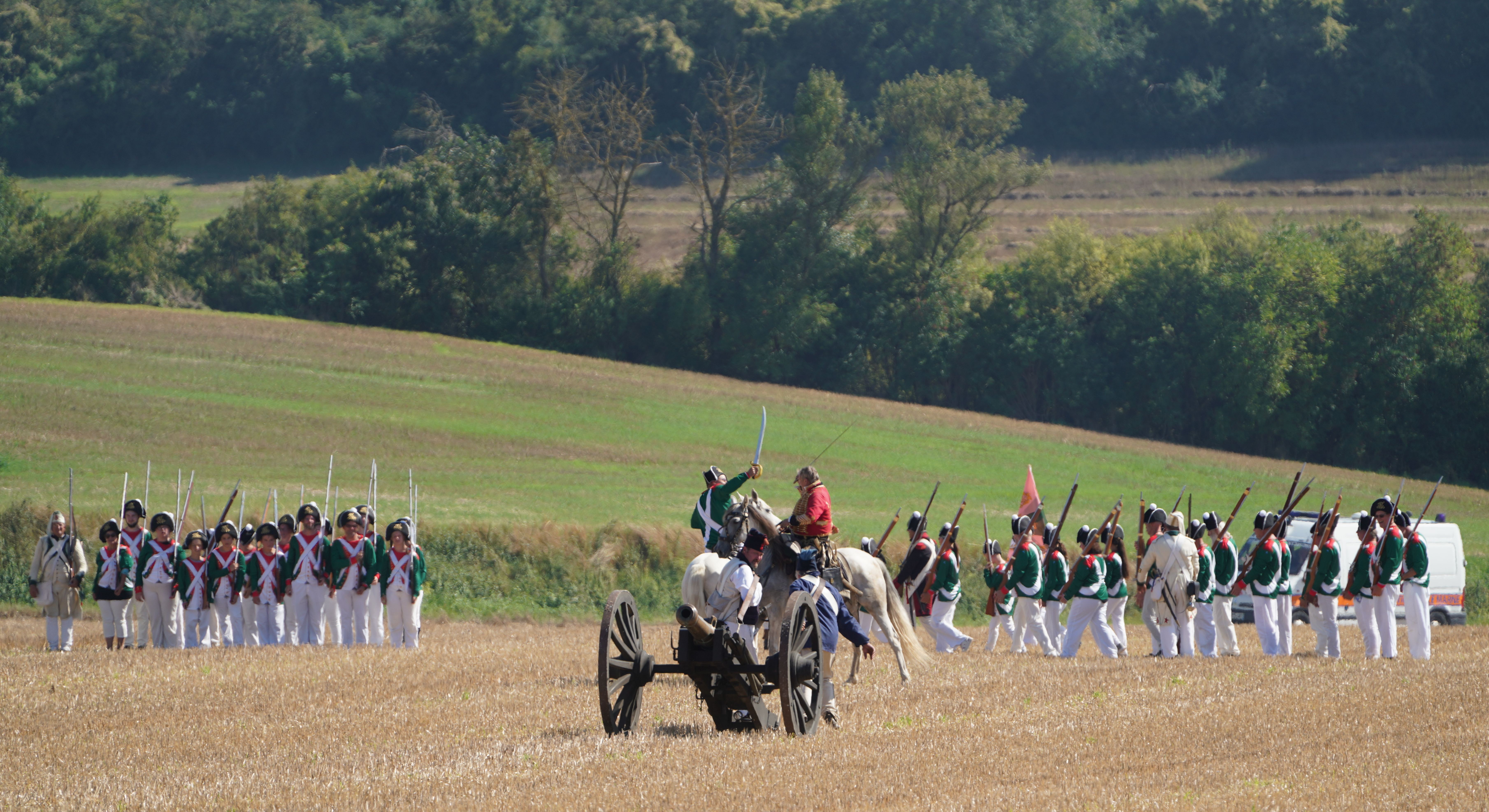
en 2023.

## Politique et administration
Par décret du 29 mars 2017, l'arrondissement de Sainte-Menehould est supprimé et la commune est intégrée le 31 mars 2017 à l'arrondissement de Châlons-en-Champagne.

### Intercommunalité
La commune, antérieurement membre de la communauté de communes de la Région de Sainte-Menehould, est membre, depuis le 1er janvier 2014, de la CC de l'Argonne Champenoise.
En effet, conformément au schéma départemental de coopération intercommunale de la Marne du 15 décembre 2011, cette communauté de communes de l'Argonne Champenoise est issue de la fusion, au 1er janvier 2014,  de : 
- la communauté de communes du Canton de Ville-sur-Tourbe ;
- de la Communauté de communes de la Région de Givry-en-Argonne ;
- et de la Communauté de communes de la Région de Sainte-Menehould.

Les communes isolées de Cernay-en-Dormois, Les Charmontois, Herpont et Voilemont ont également rejoint l'Argonne Champenoise à sa création.

### Liste des maires
| Période         | Période                      | Identité                              | Étiquette | Qualité                           |
| --------------- | ---------------------------- | ------------------------------------- | --------- | --------------------------------- |
| 6 octobre 1790  | octobre 1792                 | Charles Petit dit Jolicœur            |           |                                   |
| 6 octobre 1792  | Floréal An VIII              | Jean Sebastien Boyer                  |           |                                   |
| Floréal An VIII | Pluviose An XI               | Claude Varin le Jeune                 |           |                                   |
| Pluviose An XI  | 1816                         | Gregoire-Étienne Herisson             |           |                                   |
| 1816            | novembre 1856                | Claude-Jean-Baptiste-Eutrope Dorville |           |                                   |
| novembre 1856   | juin 1865                    | Pierre-Alexis Godart                  |           |                                   |
| juin 1865       | juin 1878                    | Louis-Adolphe Regnault                |           |                                   |
| juin 1878       | juin 1879                    | Théotime Langlois                     |           |                                   |
| juin 1879       | janvier 1881                 | Sébastien Petit-Jacquier              |           |                                   |
| janvier 1881    | juin 1885                    | Louis-Adolphe Regnault                |           |                                   |
| juin 1885       | mai 1908                     | Eugène-Camille Jesson                 |           |                                   |
| 7 mai 1908      | mai 1912                     | Gustave Tilloy                        |           |                                   |
| 9 mai 1912      | avril 1929                   | Georges de Chartrongne                |           |                                   |
| 8 avril 1929    | octobre 1933                 | Henri Nottin                          |           |                                   |
| 5 octobre 1933  | novembre 1935                | Maxime Lavigne                        |           |                                   |
| 4 novembre 1935 | juillet 1956                 | André Procureur                       |           |                                   |
| 8 juillet 1956  | mars 1977                    | André Guillard                        |           | Agriculteur                       |
| 7 mars 1977     | mars 1983                    | Edmond Lagnier                        |           |                                   |
| mars 1983       | mai 2001                     | Pierre Cochet                         |           | Directeur de coopérative agricole |
| mai 2001        | 2014                         | Patrick Brouillard                    |           | Postier                           |
| 2014            | En cours (au 4 juillet 2014) | Dominique Kegelaer                    |           |                                   |

## Démographie
L'évolution du nombre d'habitants est connue à travers les recensements de la population effectués dans la commune depuis 1793. Pour les communes de moins de 10 000 habitants, une enquête de recensement portant sur toute la population est réalisée tous les cinq ans, les populations de référence des années intermédiaires étant quant à elles estimées par interpolation ou extrapolation. Pour la commune, le premier recensement exhaustif entrant dans le cadre du nouveau dispositif a été réalisé en 2006.

En 2022, la commune comptait 240 habitants, en évolution de −17,81 % par rapport à 2016 (Marne : −1,19 %, France hors Mayotte : +2,11 %).
| 1793 | 1800 | 1806 | 1821 | 1831 | 1836 | 1841 | 1846 | 1851 |
| ---- | ---- | ---- | ---- | ---- | ---- | ---- | ---- | ---- |
| 412  | 424  | 449  | 442  | 456  | 471  | 493  | 495  | 492  |

| 1856 | 1861 | 1866 | 1872 | 1876 | 1881 | 1886 | 1891 | 1896 |
| ---- | ---- | ---- | ---- | ---- | ---- | ---- | ---- | ---- |
| 477  | 444  | 444  | 405  | 414  | 380  | 383  | 358  | 371  |

| 1901 | 1906 | 1911 | 1921 | 1926 | 1931 | 1936 | 1946 | 1954 |
| ---- | ---- | ---- | ---- | ---- | ---- | ---- | ---- | ---- |
| 407  | 408  | 384  | 375  | 400  | 385  | 383  | 390  | 361  |

| 1962 | 1968 | 1975 | 1982 | 1990 | 1999 | 2006 | 2011 | 2016 |
| ---- | ---- | ---- | ---- | ---- | ---- | ---- | ---- | ---- |
| 354  | 291  | 302  | 290  | 290  | 284  | 276  | 290  | 292  |

| 2021 | 2022 | - | - | - | - | - | - | - |
| ---- | ---- | - | - | - | - | - | - | - |
| 261  | 240  | - | - | - | - | - | - | - |

## Économie
Valmy est une commune rurale de l'Argonne et l'activité agricole est dominante. L'essentiel du territoire de la commune est composé de cultures céréalières. À noter que Valmy a donné son nom à une bière créée par des agriculteurs du village à partir d'orges cultivées sur place.
L'autoroute A4 qui traverse la commune apporte deux aires de service dont l'activité économique est importante. Leur proximité du site historique classé de la bataille de Valmy pourrait aider au développement du tourisme et un projet de liaison du site par l'une de ses aires est à l'étude.

## Culture locale et patrimoine

### Lieux et monuments

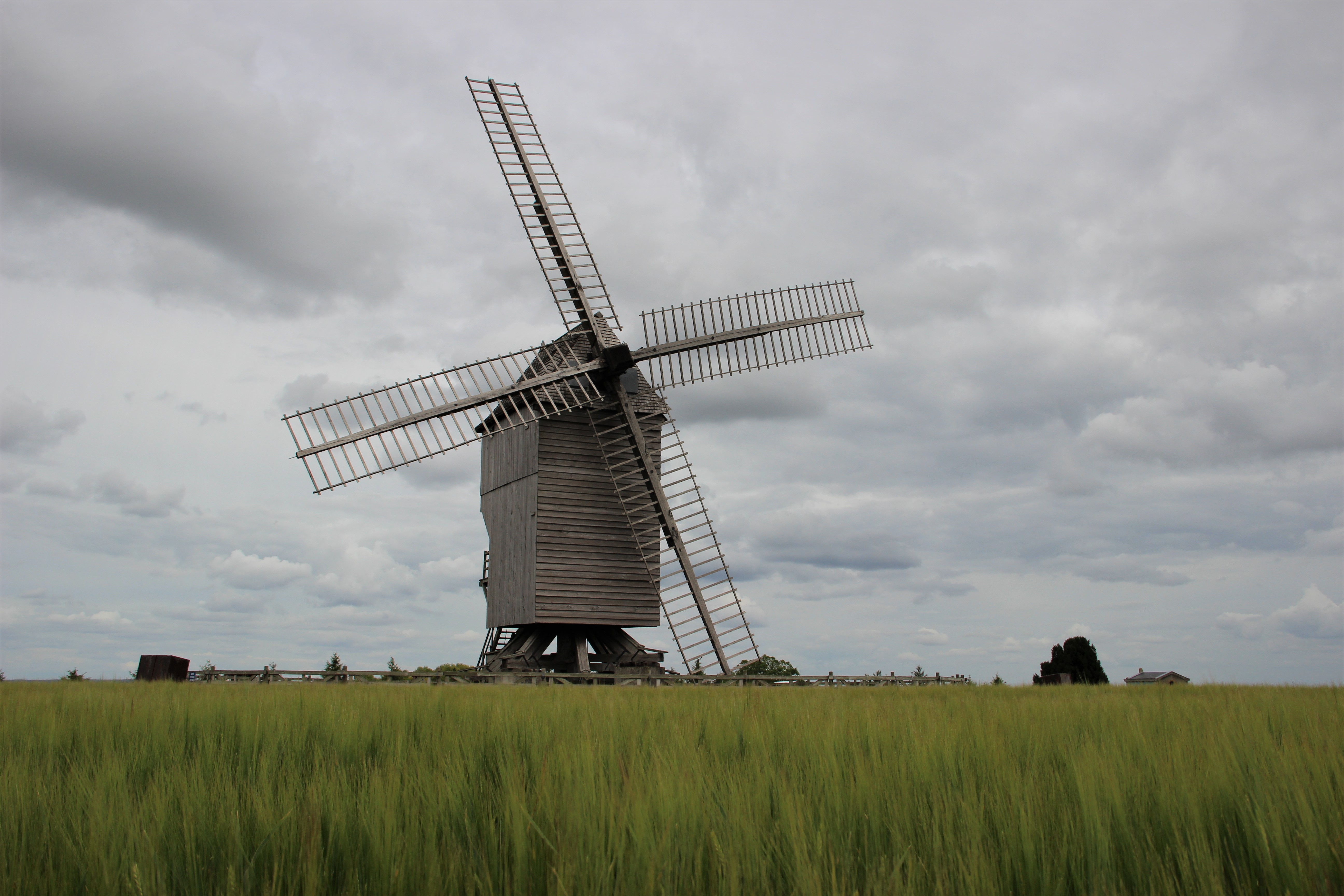
Moulin de Valmy dans les champs.

#### Le moulin de Valmy
Le célèbre moulin de Valmy qui symbolise la victoire française sur les Prussiens lors de la bataille de Valmy en 1792, a été détruit le soir même de la bataille sur l'ordre de Kellermann, car il offrait une cible idéale à l'ennemi. Un deuxième moulin a été vendu puis démoli en 1831.
En prévision du 150e anniversaire de la bataille de Valmy, le maire du village, André Procureur, décide de réinstaller un moulin à Valmy grâce à une souscription nationale. Le moulin vient alors d'Attiches. Les travaux, commencés en 1939 sont interrompus par la guerre et une toiture provisoire est installée. Les travaux reprennent après la guerre et le moulin est inauguré le 20 septembre 1947.
Le 16 septembre 1989, le site du moulin a été le théâtre d'une des célébrations du bicentenaire de la Révolution française. Le président François Mitterrand, des membres du gouvernement et des chefs d'État étrangers ont participé à un spectacle organisé par le ministère de la défense avec le concours d'artistes contemporains.
Le moulin a entièrement été détruit lors de la tempête de 1999. Au lendemain de la tempête, Bruno Bourg-Broc émet l'idée de lancer une souscription nationale pour la reconstruction du moulin de Valmy. Il est suivi par l'ensemble des élus de la région et l'association pour la reconstruction du moulin de Valmy est créée. En 2004, une entreprise de Villeneuve-d'Ascq est retenue pour réaliser les travaux. Un soin particulier a été apporté pour que le moulin soit plus conforme à celui d'origine. Le moulin de Valmy est inauguré, le mardi 20 septembre 2005, par Michèle Alliot-Marie, ministre de la Défense.

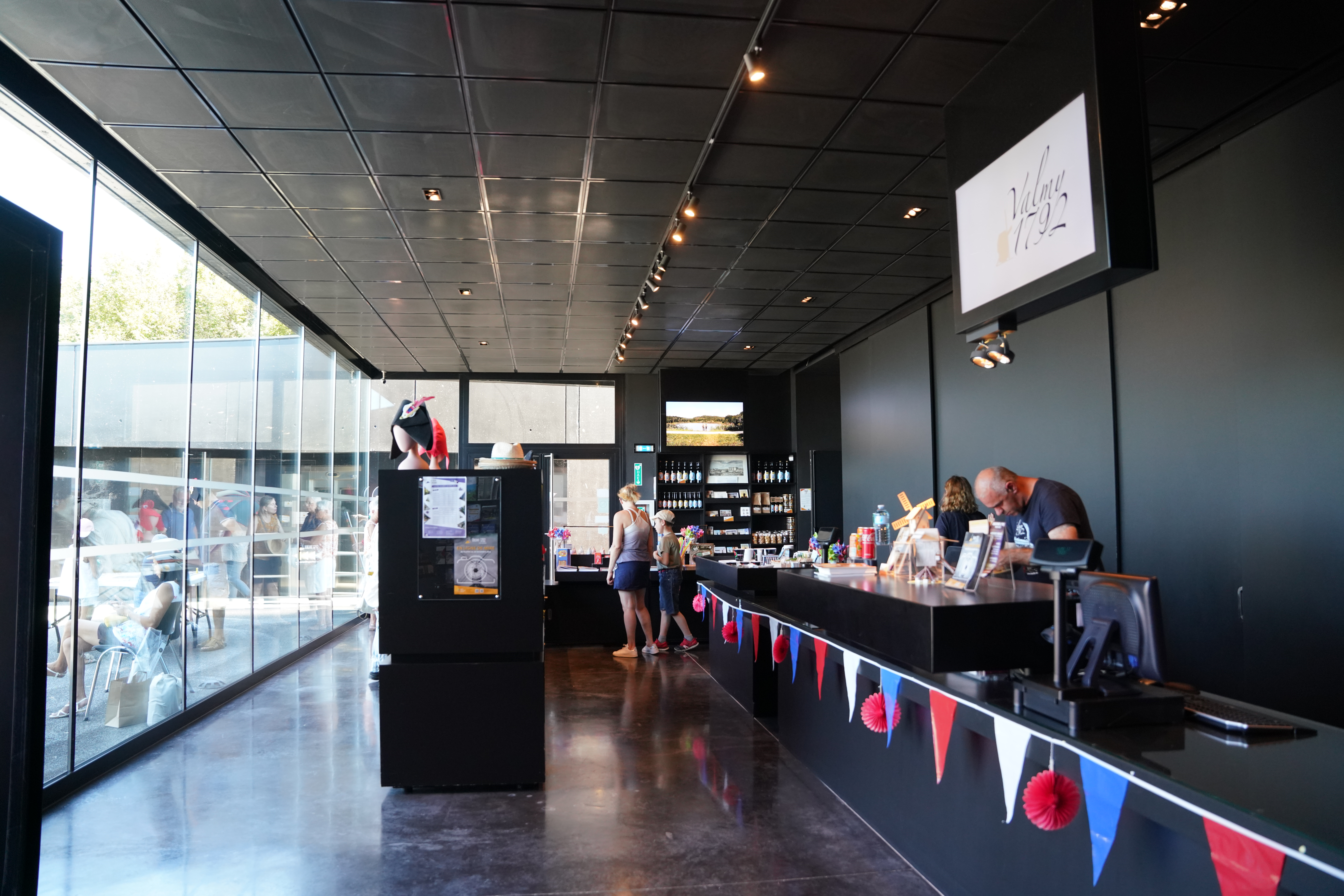
Le musée.

Après avoir reconstruit le moulin, les collectivités de la communauté de la région de Sainte-Menehould ont lancé un projet de musée, confié à l'architecte Pierre-Louis Faloci, qui est placé au pied du moulin. Son ouverture a été décidée durant l'été 2011. Le moulin, qui fonctionne, est ouvert au public et se visite. Le monument contenant le cœur de Kellermann est classé 
, la statue elle, est inscrite aux monuments historiques.
, la statue elle même est inscrite.
Le 4 mai 2022, le moulin est à nouveau endommagé après que ses ailes se soient rompues, possiblement à la suite de rafales de vent. Le coût des réparations a été estimé entre 60 000 et 300 000 €. 

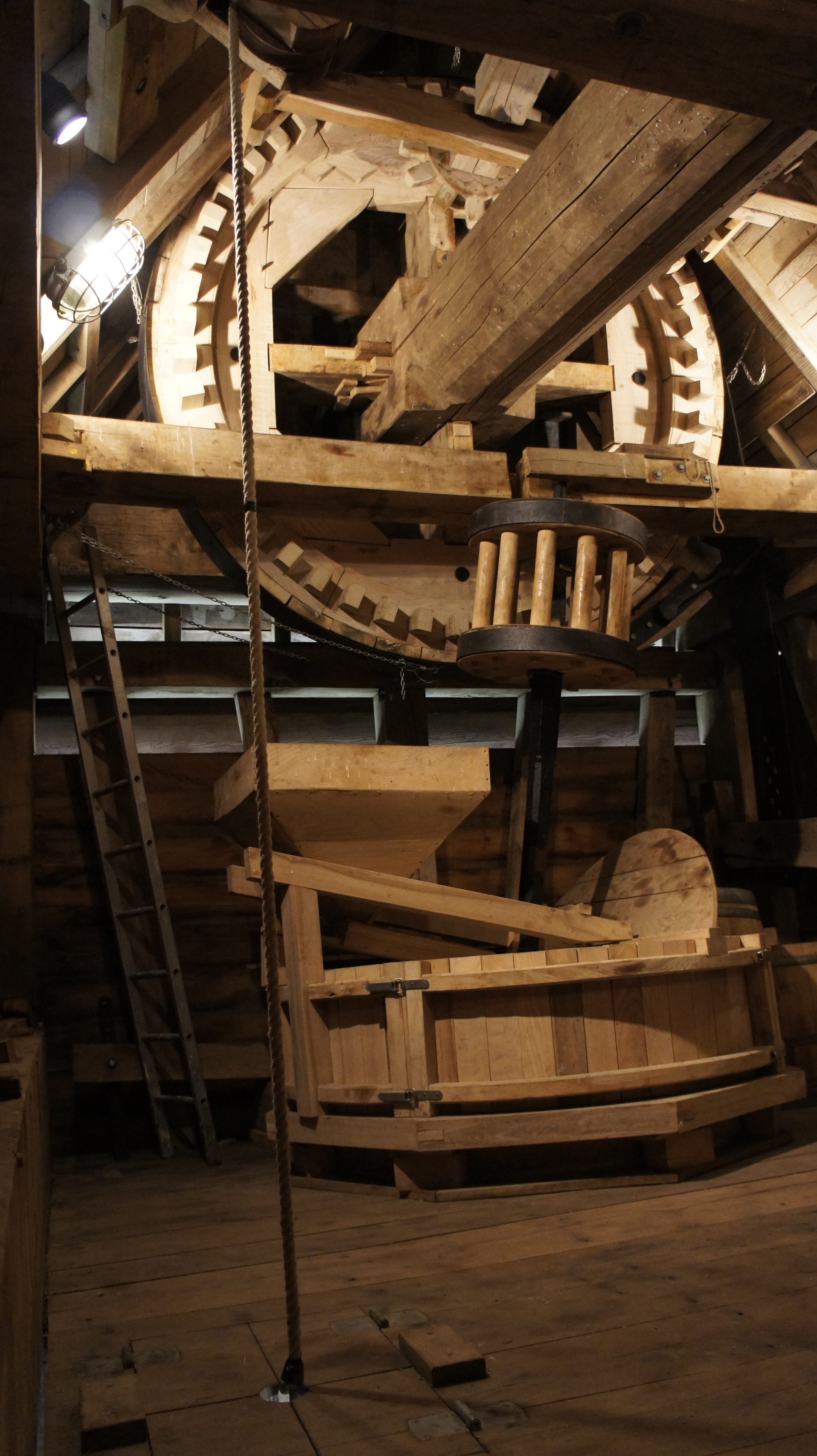
Une vue de l'intérieur.

#### Le monument et la chapelle Kellermann
Une grande statue du Général François Christophe Kellermann, brandissant son sabre et son chapeau, a été érigée en 1892 sur le site de la célèbre bataille de Valmy, à proximité du moulin. Devant cette statue, un obélisque renferme le cœur du général qui voulait être enterré auprès de ses braves soldats. Des canons furent installés, en 1894-1995, autour de sa statue.

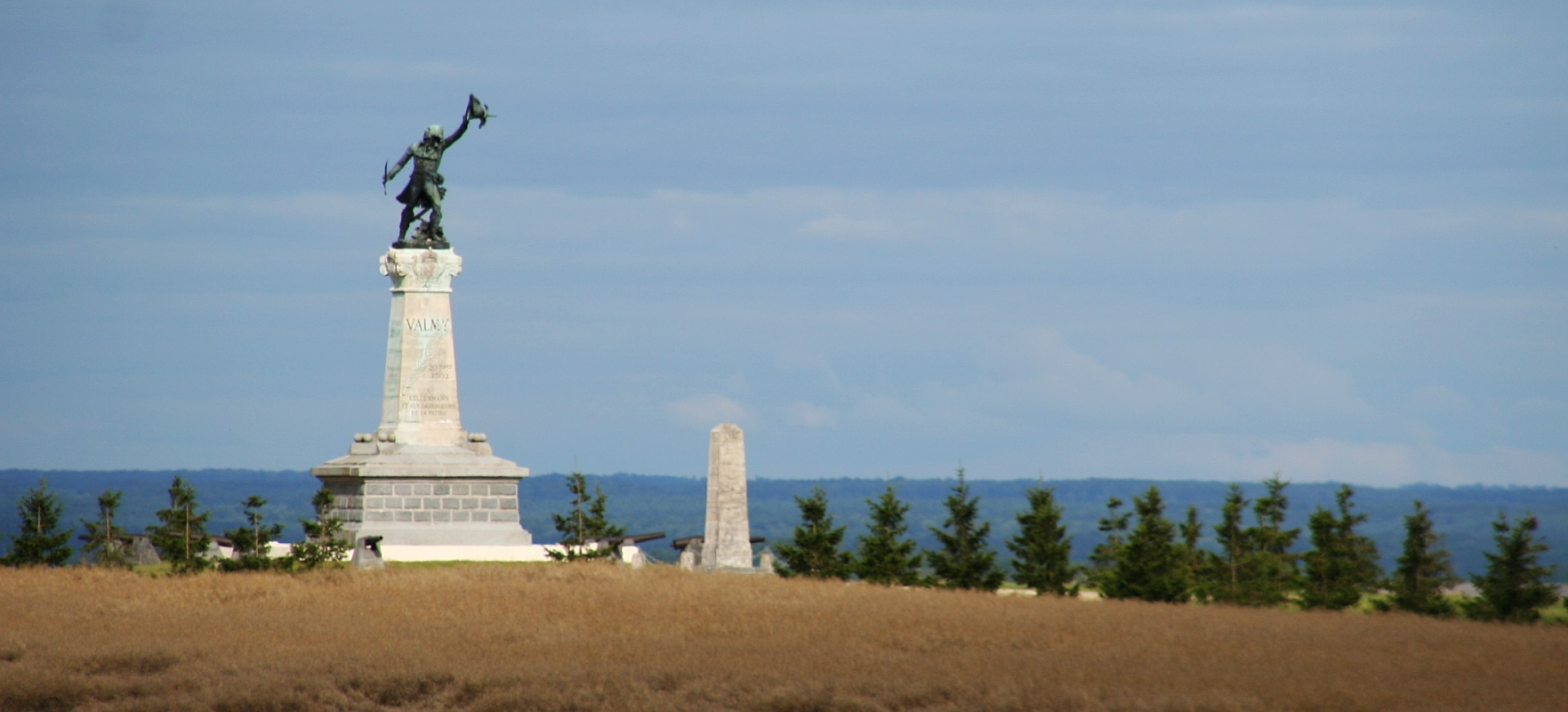
Le monument Kellermann à proximité du moulin avec le monolithe contant son cœur.

#### La Chapelle de la Princesse Ginetti
Installée près de la statue du Général Kellermann, se trouve la Chapelle de la Princesse Ginetti. Construite sur le site de Valmy, elle renferme les cendres de la Princesse Ginetti, qui fut l'arrière-petite-fille du Général Kellermann. Ses dons permirent l'aménagement du site. La Chapelle est fermée mais on peut en apercevoir l'intérieur par les vitres.

#### La statue de Miranda

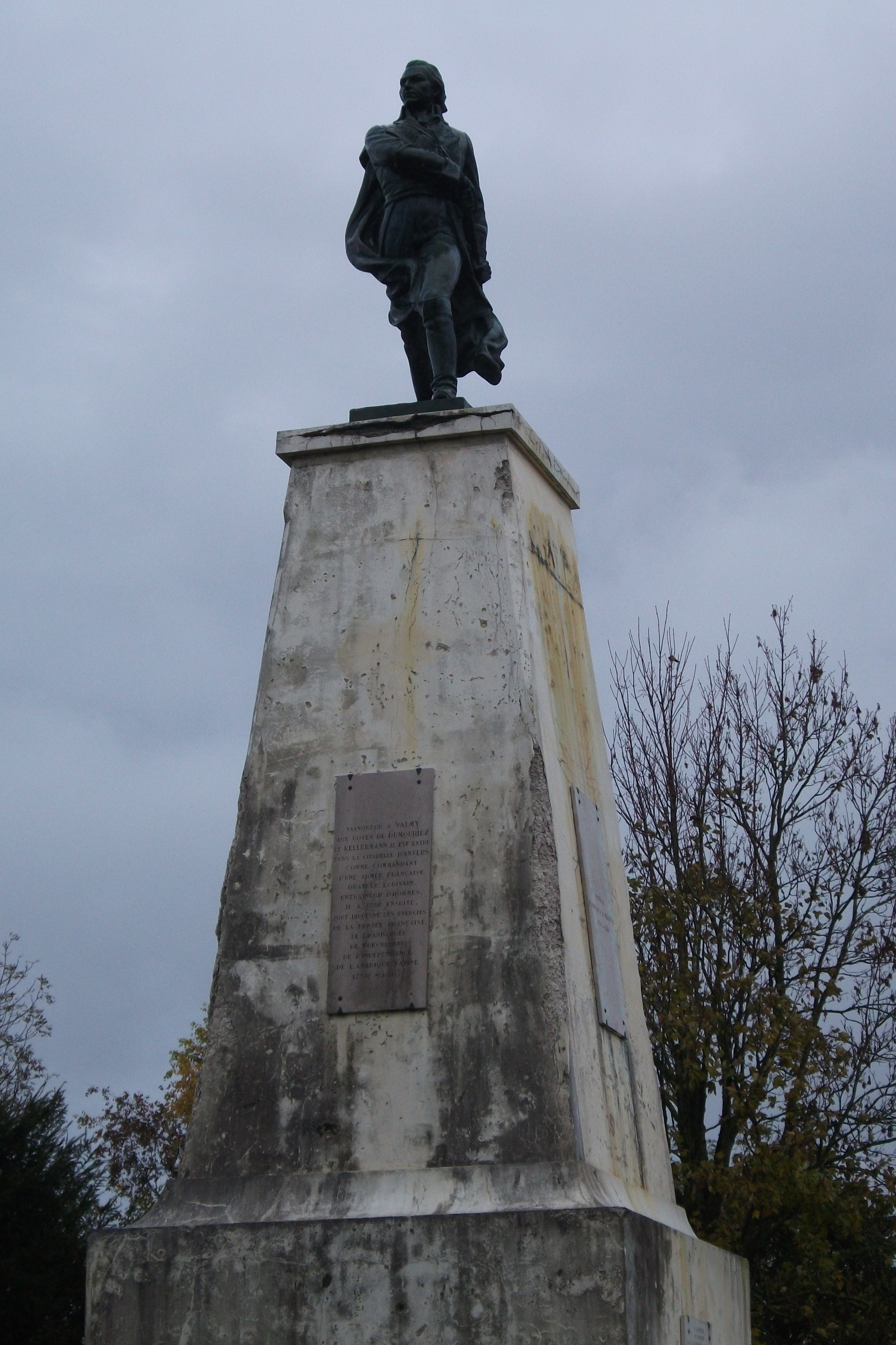
La statue de Miranda.

Francisco de Miranda est un officier originaire du Venezuela, il est l'un des héros de l'indépendance de l'Amérique latine. De 1784 à 1789, il parcourt toute l'Europe pour enrichir ses connaissances selon les principes du "Grand Tour". Il revient  en France en 1792 et se joint aux Girondins. Il participe ainsi à la première victoire de la République française. Une statue de ce général a été érigée dans le village de Valmy et a été inaugurée en présence de l'ambassadeur du Venezuela.

#### Le buste de Bolivar

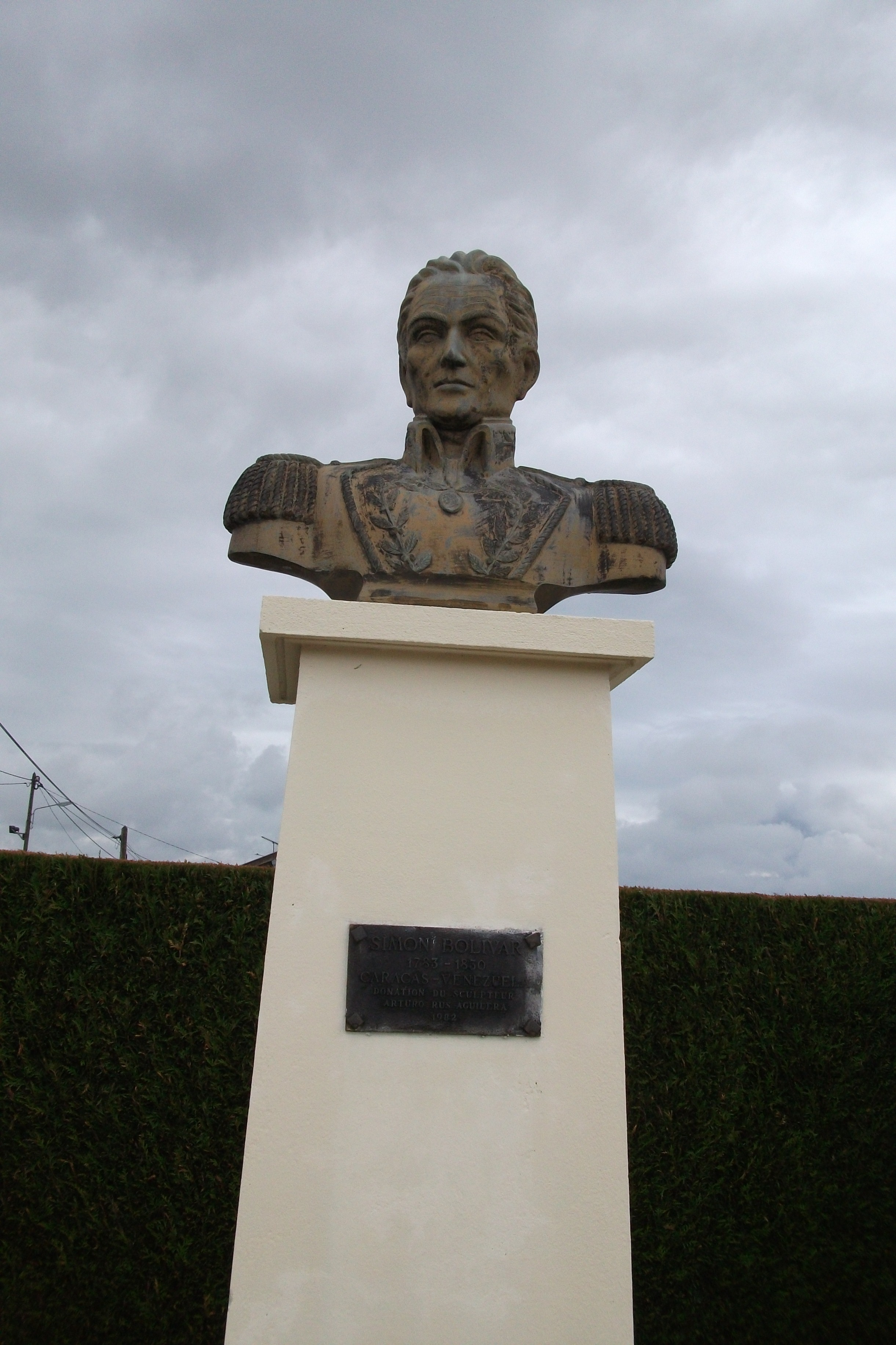
Le buste de Simon Bolivar.

Le général Simón Bolívar reprit l'œuvre de libération de Miranda et offrit l'indépendance au Venezuela. Son buste fait face à la statue de Miranda. Il est fleuri tous les ans par l'ambassadeur du Venezuela. À ses côtés, est exposé un char M47 de l'armée des États-Unis.

#### L'église paroissiale

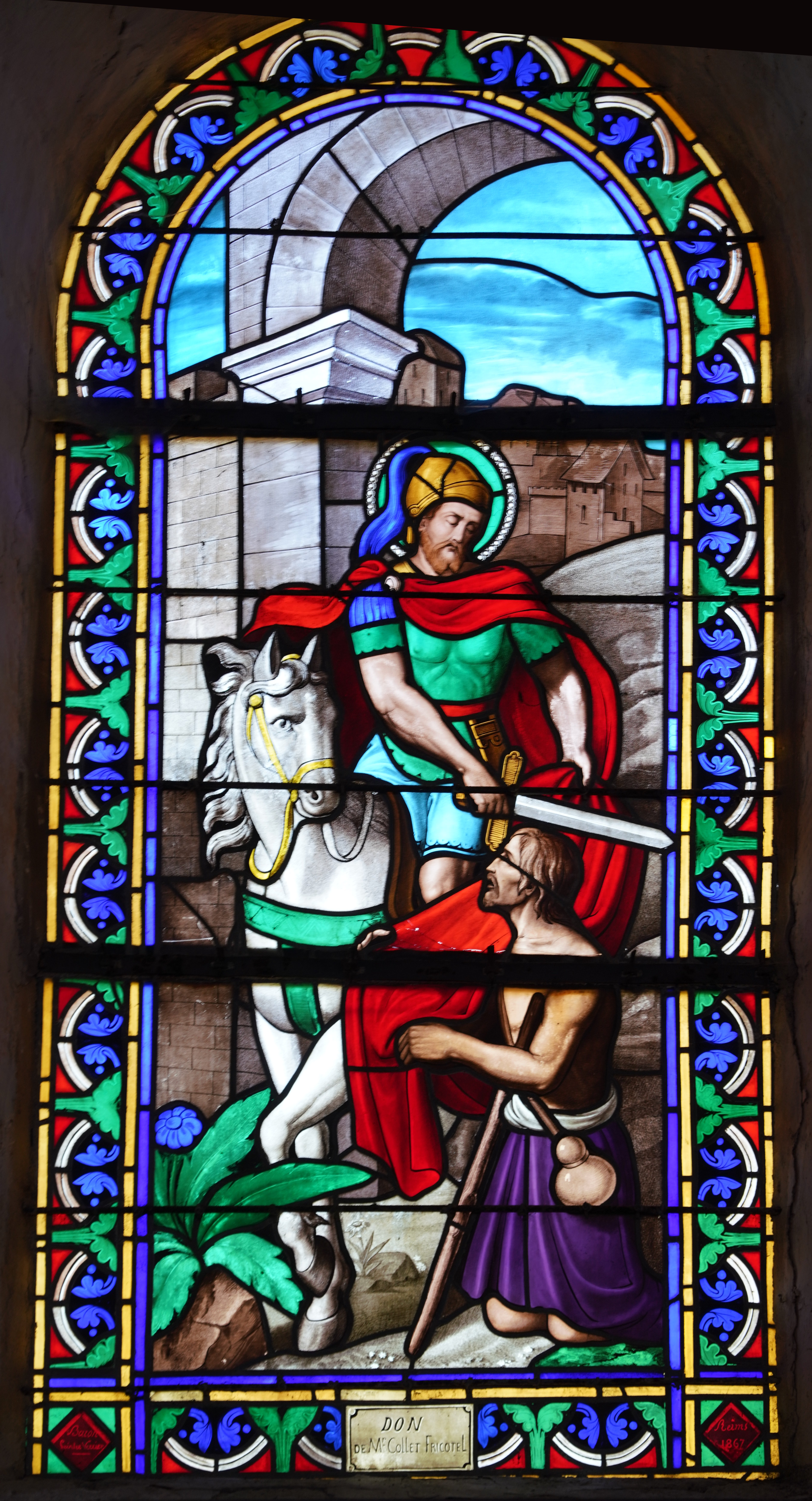
Martin partageant sont manteau, vitrail de 1867 par Baron don Collet-Fricotel.

Reconstruite en 1835, elle possède un ciborium, un retable et un autel qui sont inscrits au titre d'objets au registre des monuments historiques, elle possède aussi un ensemble de vitraux de la fin du XIXe siècle.

### Personnalités liées à la commune
Durant la bataille de Valmy :
- François Christophe Kellermann
- Charles François Dumouriez
- Francisco de Miranda
- Charles-Guillaume-Ferdinand de Brunswick

### Héraldique
| Armes de Valmy | Les armes de la commune se blasonnent ainsi : d'argent aux trois rochers de sinople mouvant de la pointe, surmontés chacun d'une étoile de gueules, au chef du même chargé d'un croissant versé du champ. |